# Amata lucina
Amata lucina là một loài bướm đêm thuộc phân họ Arctiinae, họ Erebidae.